# 최수경
최수경(1957년~)은 대한민국의 물리학자이다. 2003년의 벨 실험에서 입자 X(3872)를 처음으로 관찰했으며, 2017년에 그 동안 성과를 인정받아  호암상을 수상했다.